# Lugros
Lugros – gmina w Hiszpanii, w prowincji Grenada, w Andaluzji, o powierzchni 63,28 km². W 2011 roku gmina liczyła 340 mieszkańców.